# Kanadyjska Grupa Malarzy
Kanadyjska Grupa Malarzy (ang. Canadian Group of Painters) – ugrupowanie kanadyjskich artystów powstałe w 1933 w Toronto, jako sukcesor Grupy Siedmiu istniało do 1969.

## Historia
Do 1930 obraz kanadyjskiej sztuki za granicą zdominowała Grupa Siedmiu, uchodząca za „szkołę narodową”. Takie wyeksponowanie znaczenia Grupy spowodowało otwartą krytykę ze strony jej przeciwników. Część młodych artystów powołała w lutym 1933 Kanadyjską Grupę Malarzy, która liczyła dwudziestu ośmiu anglojęzycznych członków, pochodzących z całej Kanady. Rok wcześniej, po śmierci J.E.H. MacDonalda przestała istnieć Grupa Siedmiu, a jej członkowie weszli w skład nowo powstałej grupy. Na jej prezesa wybrany został Lawren Harris. Pierwsza wystawa Kanadyjskiej Grupy Malarzy miała miejsce w listopadzie 1933 w galerii Heinz Art Salon w amerykańskim Atlantic City. Po niej, jeszcze w listopadzie, zorganizowana została pierwsza wystawa grupy w Kanadzie, w Toronto Art Gallery.
Wczesną historię ugrupowania zdominowali ex-członkowie Grupy Siedmiu: Arthur Lismer, A.Y. Jackson i Lawren Harris.
Lismer był kluczową postacią w sferze edukacji artystycznej. W latach 30. pracował jako nauczyciel w Toronto, Afryce Południowej, Nowym Jorku i Ottawie. W styczniu 1941 rozpoczął prowadzenie dziecięcego ośrodka sztuki w Montrealu. Obrazy Lismera wykazywały rosnące zainteresowanie ich autora złożoną strukturą i wzornictwem.
A.Y. Jackson był jedynym członkiem grupy, który był w stanie poświęcić się wyłącznie malowaniu. Podróżował do różnych regionów Kanady wracając ze szkicami do obrazów. Inspirację stanowiły dla niego pustynne ziemie, surowość i samotność Północy. Choć Grupa Siedmiu nie miała formalnej struktury, jako jej lider był często postrzegany Lawren Harris. Zapalony student teozofii, Harris, widział sztukę jako „proces wyjaśniania i uprzedmiotowienia”. Jego obrazy Arktyki ewoluowały od opisowości w kierunku większej symboliki.
W ramach Kanadyjskiej Grupy Malarzy kontynuowane były doświadczenia i tradycje Grupy Siedmiu. I choć część nowych artystów okazała się naśladowcami, byli też tacy, którzy zaznaczyli swą indywidualność, jak Yvonne McKague Housser (1897–1996; obraz Cobalt z 1931).
Pod koniec lat 30. do głosu doszli malarze młodszej generacji: Carl Schaefer, zgłębiający w swych olejnych i akwarelowych pejzażach charakter rodzinnego Hanoveru (Ontario), Charles Comfort, malujący pejzaże i portrety, artysta samouk Bertram Brooker, malujący obrazy abstrakcyjne, urodzona w Rosji Paraskeva Clark czy Pegi Nicol MacLeod ukazująca w swych akwarelach sceny uliczne z Toronto. Uwagę zwrócili też Jack Humphrey malujący martwe natury w ciemnych, ziemistych barwach i eksperymentujący z nowymi technikami malowania portretów dziecięcych czy Miller Brittain dokumentujący i wykpiwający w swych rysunkach i obrazach życie w mieście.